# Чума Богдан Петрович
Богдан Петрович Чума (нар. 26 травня 1977, Львів, Україна) — український історик, кандидат історичних наук, перекладач і викладач Українського католицького університету (УКУ). 
Досліджує історію Іспанії ХІХ століття, лібералізм та сучасну іспанську ідентичність; поєднує історичний, культурологічний і політологічний підходи. Перекладає з іспанської Міґеля де Унамуно, Хосе Ортеґа-і-Ґассета, Лопе де Веґу та інших.

## Життєпис

### Ранні роки та освіта
Народився 26 травня 1977 року у Львові.
1999 року закінчив історичний факультет Львівського університету імені Івана Франка (ЛНУ). У 2000—2003 роках навчався в аспірантурі на кафедрі нової та новітньої історії ЛНУ, досліджував історію Іспанії XIX століття. 2004 року захистив кандидатську дисертацію на тему: «Лібералізм у суспільно-політичному житті Іспанії другої половини XIX ст.»
У 2000—2001 роках стажувався у Варшавському і Люблінському університетах. У 2002 та в 2006 роках був стипендіатом Міністерства закордонних справ і співробітництва Королівства Іспанії (MAEC-AECI) при Мадридському університеті Комплутенсе.

### Кар'єра
У 1999—2000 роках працював учителем історії в школі № 97 у Львові. У 2002—2014 роках працював на кафедрі нової та новітньої історії ЛНУ. З 2010 року — доцент.
З 2012 року працює в Українському католицькому університеті (УКУ). 2015 року заснував програму Іберійських студій в УКУ, у межах якої розвиває українсько-іспанські наукові контакти та організовує лекції запрошених науковців. З 2020 року — керівник магістерської програми «Історія та культурна спадщина» в УКУ, з 2023 року — керівник магістерської програми «Майбутнє спадщини: історія, культура, література».
2022 року нагороджений Орденом Ізабелли Католички. 2024 року — лауреат премії «Викладач року УКУ».

## Нагороди
- Орден Ізабелли Католички (2022)[9]
- «Викладач року УКУ» (2024)[10]

### Переклади
- Міґель де Унамуно. Мир у війні = Paz en la guerra / пер. з ісп. Богдана Чуми. — Львів : Астролябія, 2019. — 480 с. — ISBN 9786176641902.
- Перес-Реверте Артуро. Територія команчів = Territorio comanche / пер. з ісп. Богдана Чуми. — Астролябія, 2024. — 208 с. — ISBN 9786176642978.

### Посібники
- ENCYCLOPEDIA. Львівський національний університет імені Івана Франка: в 2 т. Т. ІІ: Л–Я / у співавторстві. — Львів : ЛНУ імені Івана Франка, 2014. — 764 с.
- Баран З. А., Качараба С. П., Сіромський Р. Б., Чума Б. П. Історія країн Західної Європи та Північної Америки Нового часу (кінець XV – початок XIX ст.) / за ред. З. А. Баран. — Київ : Знання, 2015. — 533 с.